# Prospalta grandirena
Prospalta grandirena là một loài bướm đêm trong họ Noctuidae.